# Gewelfsleutel

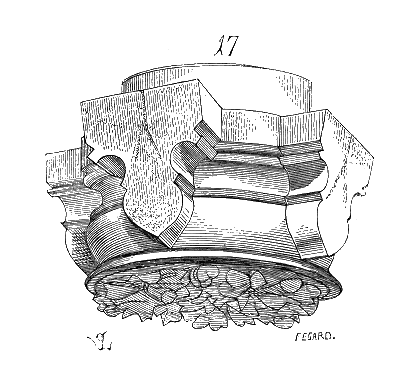
Gewelfsleutel

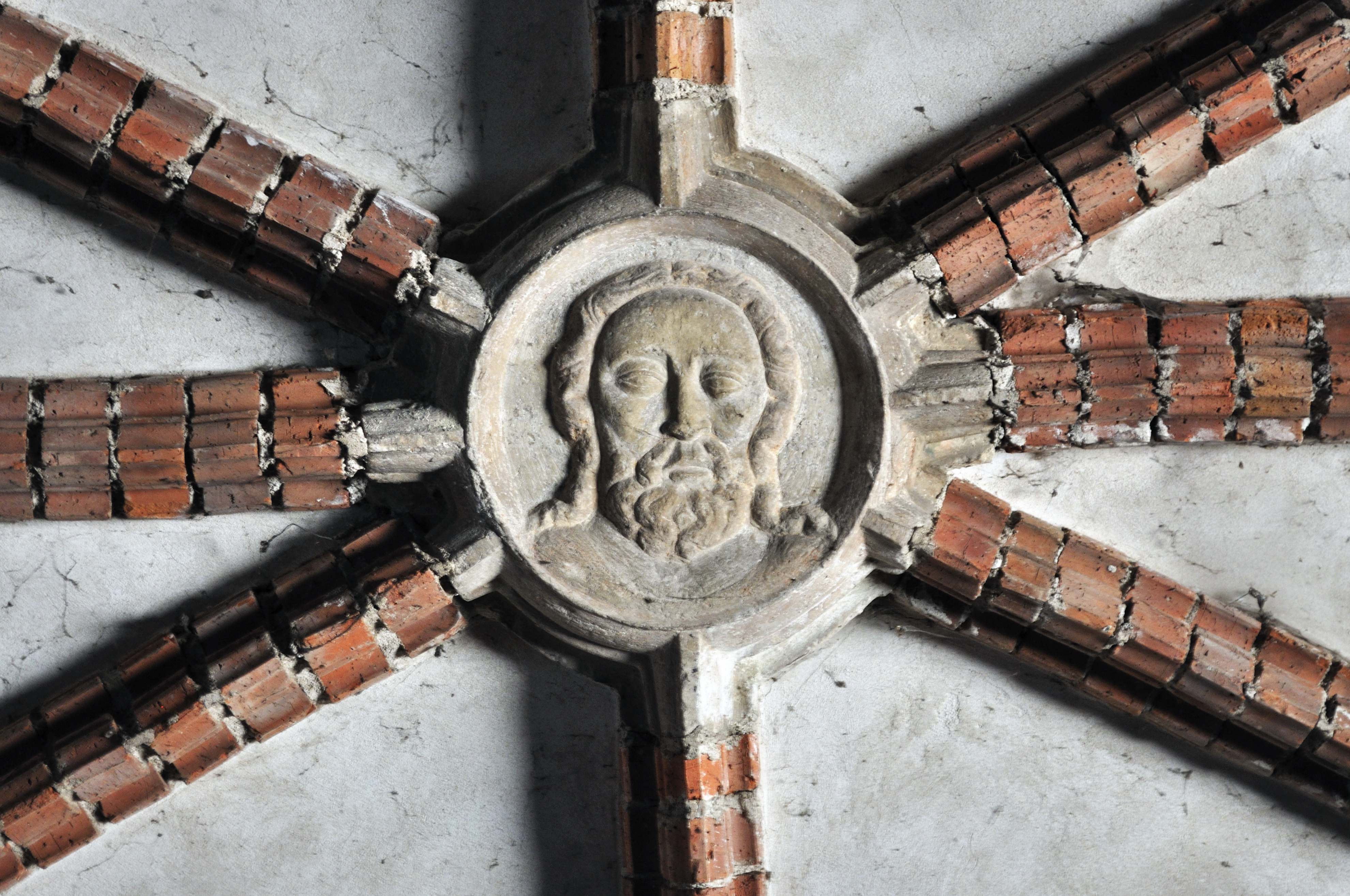
Gewelfsleutel toegepast in een gewelf

De gewelfsleutel is een ring- of kruisvormige steen die gebruikt werd om in het gewelf het metselwerk van de kruisende ribben aan te dringen. 
De gewelfsleutel wordt ook wel sluitsteen genoemd, maar heeft meer specifiek dan de sluitsteen een functie in de kruisgewelven van een kerk of kathedraal. De term sluitsteen is niet in alle gevallen in te wisselen voor gewelfsleutel.
Een gewelfsleutel is vaak versierd met beeldhouwwerk of beschilderd.